# Rescue Shot
Rescue Shot, conosciuto in Giappone come Rescue Shot Bubibo (レスキューショット ブービーぼー?, Resukyū Shotto Būbī Bo), è un videogioco per PlayStation di tipo sparatutto con pistola ottica nell'ibrido prima/terza persona, edito dalla Namco nel 2000. Presentato in anteprima all'edizione 1999 del Tokyo Game Show, fa parte della loro linea di titoli per la console compatibili con GunCon (il quarto in ordine di produzione), che però, a differenza degli altri non uscì mai come cabinato da sala. Ciononostante usufruisce anche del tradizionale controller DualShock e del mouse ufficiale.
Rispetto agli standard dei videogiochi appartenenti allo specifico genere è nonviolento, tale da constatarne il peculiare concetto alla base del gameplay. Da una sorta di "dietro le quinte" si ha il compito di assistere un ingenuo e indifeso coniglio antropomorfo, Bo, coprendogli le spalle da eventuali pericoli durante l'intero corso della sua avventura.
Una demo venne pubblicata solo in Giappone nel 1999, la quale è stata inclusa in una confezione da un unico CD con quella di BioHazard Gun Survivor della Capcom.

## Trama
Bo, un giorno, giocando nel bosco a fare il re si imbatte nei dispettosi e insultanti Fratelli Bully, i quali la combinano grossa nei suoi confronti facendolo cadere giù per un dirupo e picchiando la testa al suolo, con conseguente perdita della memoria. Dal suo risveglio in poi sarà un inaspettato viaggio per lui nei vari mondi alla ricerca dei quattro grandi frammenti di sogno (un quinto lo porta sempre con sé), che gli consentiranno di ripristinarla esaudendo un desiderio.

## Modalità di gioco
Con la selezione di una delle tre difficoltà prima dell'inizio della partita (facile, medio e difficile), Rescue Shot è articolato in quattro livelli, ove i primi tre sono suddivisi da tre stage ciascuno, mentre il quarto e ultimo livello da un unico stage.
Controllando il misterioso potere (rappresentato da un mirino) racchiuso nel grande frammento di sogno conservato dentro la borsetta di Bo, il giocatore protegge e difende quest'ultimo dai pericoli che incrocia automaticamente strada facendo, quali variegati nemici che si preparano ad attaccarlo e ferirlo, semplici bombe che esplodono e gli ostacoli o le trappole disseminati.
Tutte queste circostanze possono essere prevenute colpendo Bo in diverse parti del suo corpo, senza che lo si danneggia: tra la pancia e le gambe per un salto in alto, sul didietro facendolo balzare in avanti e sul capo per farlo abbassare.
Punti di gioco casuali sono ottenibili eliminando i nemici presenti e affrontando i boss situati alla fine dei livelli; con la sconfitta di questi ultimi, i punti vita di Bo sono sommati al punteggio base. I punti medesimi si ottengono anche aggirando degli ostacoli, come soprattutto distruggendo le cose (le finestre ad esempio). Il tutto tramite i colpi infiniti di tappo di sughero del mirino come fossero pallottole. Mediante inoltre l'uso delle ghiande (invece come dei proiettili perforanti), le cui munizioni nell'apposita scorta sono in quantità limitata, si eliminano o si distruggono all'unisono quanti più nemici e cose lungo la sua onda d'impatto emanata, oppure infliggere seri danni ad un boss.
Ogniqualvolta che Bo subisce ulteriori attacchi da parte di un nemico, i suoi punti vita decrescono, ma, li si ricaricano soltanto facendogli mangiare della frutta assortita; qualora gli dovesse capitare un fungo velenoso, questo va sparato obbligatoriamente col mirino per evitare che possa mangiarlo, altrimenti perde un punto vita. Sempre tramite il mirino si raccolgono delle sfere rosa, cioè piccoli frammenti di sogno che, collezionandone dieci viene ricevuta una tacca energetica extra, nella sagoma della testa di Bo (sei iniziali sono a disposizione), e continuandone ciclicamente la raccolta si arriva a venti tacche; sono raccoglibili pure delle sfere bianche, ovvero dei grandi frammenti di sogno equivalenti a cinque di quelle piccole. Quando l'energia vitale del protagonista è esaurita la partita finisce.
Infine, dopo il completamento degli stage e dei livelli sono stilati i risultati dei progressi del giocatore per tempo impiegato, tiro di precisione, numero di bersagli centrati, colpi sparati e punteggio accumulato.

## Personaggi
- Hunter (いひと?, Ihito) - Una volpe antropomorfa armata di un fucile che svolge il lavoro di detective. Il primo che Bo incontra e che diventano fin da subito amici.
- Trixie (うそっきー?, Usokkī) - L'antieroe del cast, è una bionda ragazza disonesta, la quale tenta di fare cadere Bo in dei tranelli (solitamente nei boss di fine livello) ma i suoi piani falliscono. Si innamora a prima vista di Hunter.
- Earl Grey (くれい?, Kurei) - Il famoso capo dei ladri ricercato da Hunter, è il più ricorrente tra tutti i boss. Affronta Bo mediante dei macchinari da lui costruiti cercando di impossessarsi dei suoi grandi frammenti di sogno. Quando in battaglia si viene beccati da un suo attacco, Bo non solo perde dei punti vita ma anche qualche sfera rosa: il giocatore in quel momento deve affrettarsi a recuperarle prima che Earl stesso le sottragga.
- Fratelli Bully (わるぎー?, Warugi) - I nemici di livello più ricorrenti (tranne nel quarto), sono un gruppo di cinque pipistrelli colorati che Bo già conosce, prima che questi perdesse la memoria. Quello rosso è il leader che lo coglie e lo attacca di sorpresa.
- Liza (ライザ?, Raiza)[7] - Presente solo nel primo e terzo livello, è una bambina, parodia di Cappuccetto Rosso, che quasi sempre gioca la parte della damigella in pericolo. Ovviamente bisogna salvarla, per ottenere da lei una sfera rosa o bianca. Che sia durante il salvataggio o in procinto di dare la ricompensa, se per errore viene bersagliata dal mirino scappa a gambe levate.
- Black Bo (ブラックボー?, Burakku Bō)[7] - Un coniglio antropomorfo simile a Bo ma con il manto nero, gli occhi rossi accesi e abbigliato con un foulard. Risiede a Mechatropolis ed è l'antagonista principale e boss finale. Il suo grande desiderio grazie ai cinque frammenti di sogno è di poter diventare il padrone del mondo.

## Accoglienza
| Testata                             | Giudizio |
| ----------------------------------- | -------- |
| Computer and Video Games            | 2/5      |
| Famitsū                             | 30/40    |
| Fun Generation                      | 51%      |
| Gamers' Republic                    | B-       |
| Games Master (ITA)                  | 61%      |
| Jeuxvideo.com                       | 14/20    |
| MANiAC                              | 63%      |
| Mega Fun                            | 4.4/10   |
| PlayStation Official Magazine (AUS) | 7/10     |
| PlayStation Official Magazine (ESP) | 7/10     |
| PlayStation Official Magazine (GBR) | 5/10     |
| Planet PlayStation                  | 87%      |
| PlanetStation                       | 4/5      |
| PlayManía                           | 7/10     |
| Video Games                         | 76%      |

Rescue Shot ha ricevuto dalla critica dei giudizi misti ma perlopiù positivi. La rivista Famitsū diede come voto 30 su 40. Il sito GameSpot invece non assegnò nessun voto, constatando però che il gioco si rifà molto alla serie di Point Blank quanto a quella di Time Crisis. Fun Generation lo paragonò a Point Blank definendolo un titolo destinato maggiormente ad un pubblico giovanile. Il recensore affermò che Namco era riuscita a portare alcune novità all'inflazionato genere degli sparatutto, e ne consigliò l'acquisto agli utenti più giovani oppure agli amanti dei fumetti. Un altro sito, Jeuxvideo.com, lo considerò un buon sparatutto per i più piccoli che sapeva creare un'atmosfera amichevole con la sua grafica colorata e le belle animazioni. Seppure non fosse privo di difetti, restava comunque uno dei migliori titoli del suo genere. Si rivelava molto più interessante quando lo si giocava in due.
Gamers' Republic affermò che era un gioco per GunCon meravigliosamente semplice e avvincente, facile da completare e che non offriva sfide impegnative. L'edizione italiana di Games Master rimase deluso dal suo gameplay fiacco e monotono che vedeva il protagonista Bo procedere lungo percorsi fissi con nemici e ostacoli decisamente limitati il che portava presto ad annoiarsi. Ulrich Steppberger di MANiAC sostenne che lo stile grafico semplice, che non richiedeva grandi sforzi all'hardware, difficilmente sarebbe piaciuto ai più esigenti ma riusciva ad adattarsi perfettamente all'ambiente bizzarro proposto. La colonna sonora invece fu ritenuta un po' fastidiosa. Nonostante fosse abbastanza vario nel suo gameplay, fu criticata la sua durata effettiva, considerata troppo breve anche per i giocatori meno esperti. Mega Fun accolse Rescue Shot stroncandolo del tutto, difatti non lo trovò molto esaltante, le texture potevano essere più variegate mentre il gameplay era convincente ma solo per i più giovani amanti delle light gun. Electronic Gaming Monthly lo paragonò anticipatamente a videogiochi simili quali Crossbow.
Mike Wilcox dell'edizione australiana di PlayStation Official Magazine trovò che la precisione della mira era molto più indulgente rispetto ad altri sparatutto, rendendolo maggiormente adatto al pubblico più giovane. L'avventura però era troppo breve e non offriva alcun incentivo a rigiocarlo più di una volta, poiché la storia e i livelli erano praticamente gli stessi ogni qualvolta si ricominciava da capo. In conclusione Rescue Shot fu considerato come un breve passatempo. La versione spagnola della stessa rivista affermò che lo stile di gioco non offriva molto di più di quanto già visto in Point Blank o Ghoul Panic e questo rappresentava il suo più grande difetto. Dopo alcuni minuti di puro divertimento, il giocatore avrebbe presto trovato Rescue Shot fin troppo monotono e si sarebbe reso conto che si poteva trovare tutto ciò assieme a molto altro in Point Blank 2. Furono invece elogiati gli scenari 3D, ritenuti «bellissimi», che però accoglievano un'azione molto limitata. Comunque sia, la trama presentata faceva divertire abbastanza a lungo da potersi godere per un po' la G-Con 45. Nell'edizione inglese della testata gli fu dedicato un breve trafiletto in cui venne descritto come «un'introduzione decente ai giochi light gun per i giocatori più giovani, ma non un classico». Christian Pettini di Planet PlayStation descrisse Rescue Shot come un «grande giochino», in quanto era in grado di fornire di offrire tanto divertimento ma con poche pretese. Non era un titolo serio e non poteva essere paragonato a grandi produzioni come Metal Gear Solid, Final Fantasy o Tekken ma non andava sottovalutato per via della sua simpatia e del divertimento che offriva.
PlanetStation apprezzò l'esperienza di gioco che considerò divertente ma ne criticò la breve durata, i pochi mondi esplorabili e le modalità di gioco ridotte all'osso. Si trattava sicuramente di un ottimo gioco con cui soddisfare la voglia di usare la pistola dedicata e la voglia di surrealismo giapponese nella sua forma più pura, ma non per molto. PlayManía trovò che se all'inizio Rescue Shot poteva sembrare eccessivamente infantile in realtà nascondeva un livello progressivo di difficoltà che invitava il giocatore a ripetere più volte alcuni dei suoi livelli. A livello tecnico era di ottima fattura, data la presenza di numerosi personaggi sullo schermo e gli scenari poligonali molto colorati. Il gioco sapeva mescolare le fasi "platform" a quelle sparatutto in modo originalissimo. In conclusione fu ritenuto un'idea originale nonché uno dei migliori titoli introduttivi del genere. La rivista tedesca Video Games affermò che il titolo non offriva nessun minigioco al contrario di Point Blank ma in compenso presentava una modalità storia divertente e ben progettata. Fu criticata negativamente la sua scarsa longevità, che però poteva essere compensata con la modalità multigiocatore, che lo rendeva più divertente.